# Gaustatoppen
Gaustatoppen, in der Landessprache oft auch nur Gausta genannt, ist ein Berg in der norwegischen Provinz Telemark südlich der Stadt Rjukan. Mit einer Höhe von 1883 moh. ist er der höchste Berg der Provinz.
Durch seine Kegelform ragt er aus der Landschaft heraus. Bei guter Fernsicht ist es möglich, ein Sechstel Norwegens zu überblicken, was ca. 60.000 km² entspricht. Der Blick reicht im Osten bis zur schwedischen Grenze, im Süden bis zum Meer.
Der Südhang des Berges ist sehr steil und unzugänglich; das Wrack eines Flugzeuges liegt dort und wurde aufgrund der Lage nie geborgen.

## Aufstieg

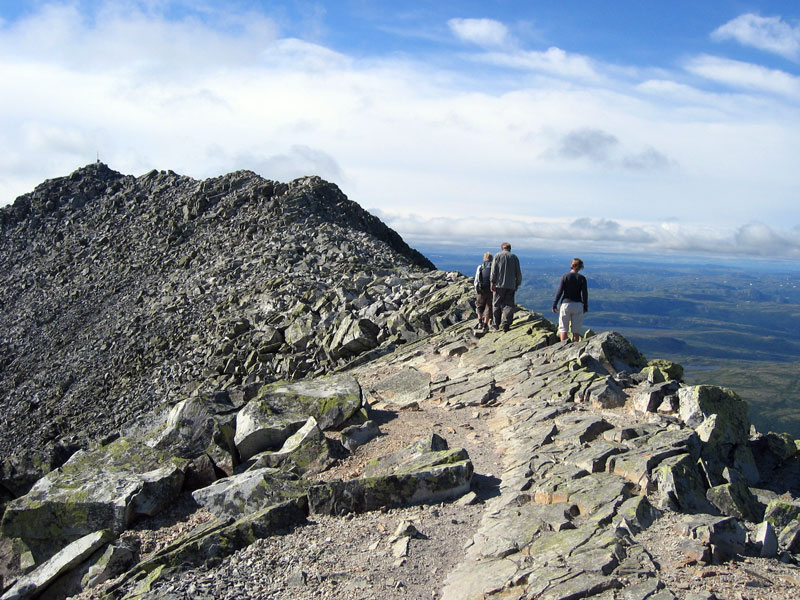
Der Grat zum Gipfel

Mehrere Wege führen auf den Gipfel. Der leichteste Aufstieg beginnt am Parkplatz Stavsro (1173 m) an der Straße zwischen Rjukan und Tuddal. Die Gehzeit bis zum Gipfel beträgt zwischen 2 und 3 Stunden. Der teilweise sehr steinige Weg überwindet auf 3,5 km Länge einen Höhenunterschied von ca. 700 m und ist mit roten T gekennzeichnet.
Von Tuddal aus gibt es ebenfalls eine Route zum Gipfel, jedoch ist die Gehzeit länger.
Des Weiteren existiert ein Pfad von Selstali westlich des Gaustatoppen. Dieser Weg ist sehr steil. Er ist ebenfalls mit roten T gekennzeichnet.
Den Gipfel an sich erreicht man über einen schmalen Felsgrat.

## Berghütte
Unterhalb des Funkturms, auf 1860 m, liegt eine Berghütte, die von Mittsommer bis Mitte September täglich von 10 bis 18 Uhr geöffnet ist. Die Hütte wurde im Jahre 1893 gebaut und wurde 1998 erweitert. Übernachtungen in der Hütte sind nur nach vorheriger Reservierung möglich.

## Militärische Nutzung und Bergbahn

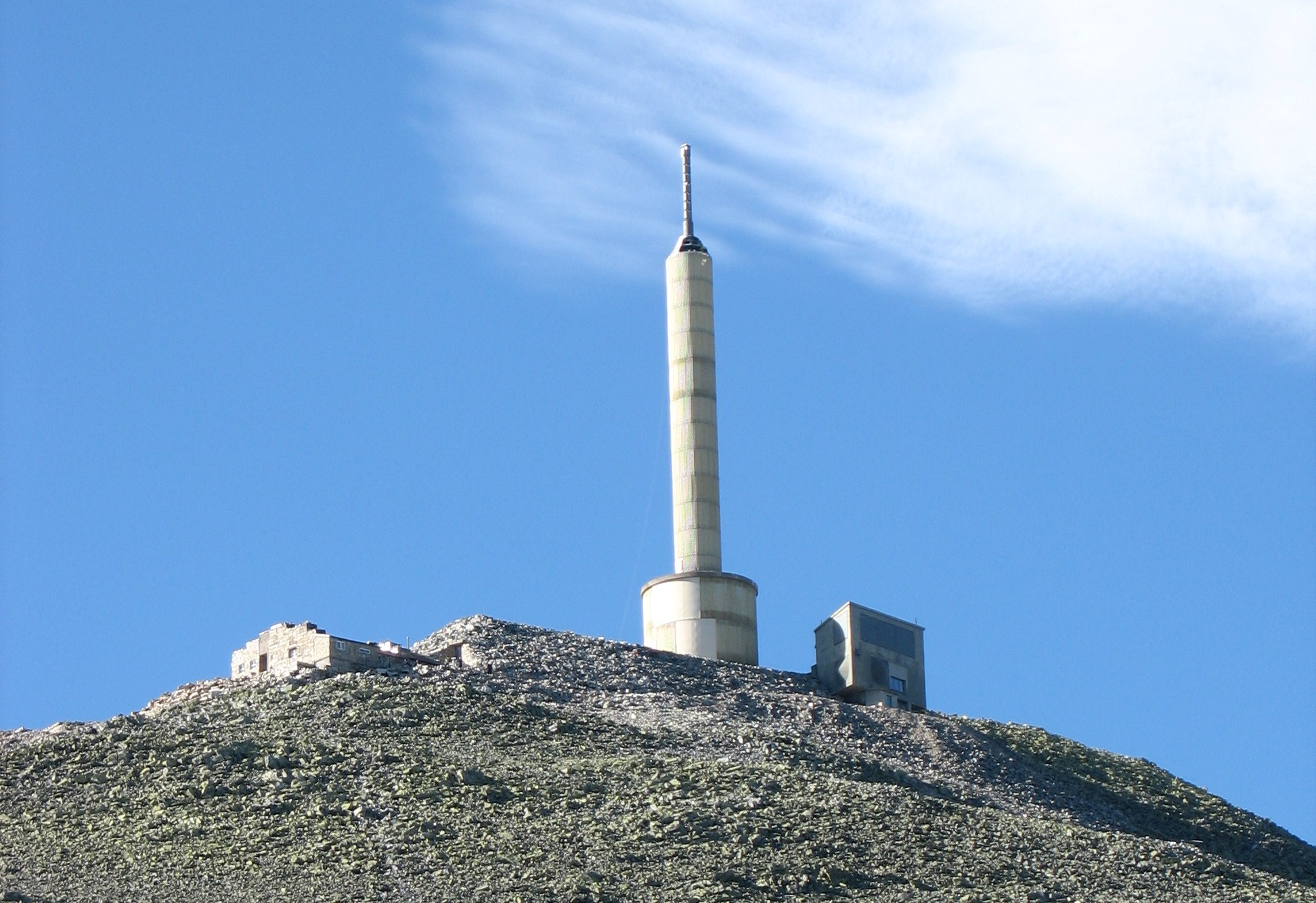
Berghütte und Funkturm in der Nähe des Gipfels

Aufgrund der Höhe und Lage des Berges wurde er während des Kalten Krieges als Radar- und Funkstation genutzt. Erst 1995 endete die militärische Nutzung. Eine 55 m hohe Antenne wurde 1970 auf dem Berg errichtet und für Radio und Mobilfunk genutzt.
Um den Gipfel ganzjährig erreichen zu können, wurde zwischen 1954 und 1959 von Rjukan aus eine Bergbahn („Gaustabanen“) in den Fels getrieben. Sie besteht aus einer 850 Meter langen horizontal verlaufenden „Flachbahn“ und einer steilen Standseilbahn mit 1045 Meter schräger Länge. Die Baukosten beliefen sich damals auf rund 1 Mio. US-Dollar.
Um die Kosten zu refinanzieren, sollte die Bahn von Anfang an auch von Touristen genutzt werden, aufgrund der Geheimhaltung während des Kalten Krieges kam es aber erst viel später dazu. Selbst lokalen Einwohnern war die Existenz der Bahn nicht bekannt.
Die Bergbahn beginnt an der Straße zwischen Rjukan und Tuddal auf 1170 m mit einer horizontalen Bahn. Nach einer Fahrtstrecke von 860 m befindet sich im Berginneren eine Transitstation, wo Passagiere umsteigen müssen. Von dort beginnt die Standseilbahn, die auf einer Länge von 1.050 m 650 Höhenmeter überwindet. Die Bergstation befindet sich auf 1800 m und damit etwa 75 m unterhalb der Berghütte, am Ende eines Tunnels im Berg. Die Standseilbahn hat eine Steigung von 39°.
Die Bergbahn wird seit 2004 kommerziell genutzt.

## Sport
Am Gipfel des Gaustatoppen endet der Norseman Xtreme Triathlon, der in Eidfjord beginnt.
Im Winter ist der Gaustatoppen ein beliebtes Ziel für Alpinskifahrer wie auch Langläufer.